# Pedro Fernández de Córdoba (físico)
Pedro José Fernández de Córdoba Castellá es un físico teórico español, catedrático de Matemática Aplicada en la Escuela Técnica Superior de Ingenieros Industriales de la Universitat Politècnica de València. Coordina, además, el grupo de investigación Interdisciplinary modeling group (InterTech) del Instituto Universitario de Matemática Pura y Aplicada (IUMPA).
Es autor de más de 200 artículos científicos de impacto. Ha participado en 80 proyectos de investigación, tanto nacionales como europeos, y supervisado 30 tesis doctorales.

## Trayectoria académica
Estudió en el colegio Maristas de Valencia y cursó la licenciatura de Física (especialidad teórica) en la Universitat de València. Doctor en Física, 1992, en la Universitat de València, con tesis titulada “Excitaciones de espín-isospín en nucleones y núcleos”,en la que se estudiaban problemas de física nuclear, haciendo uso del potente Método de Montecarlo, técnica que posteriormente aplicaría a otros campos de investigación. Esta etapa, supervisada por el Prof.  Eulogio Oset Báguena, fue desarrollada como becario predoctoral del Consejo Superior de Investigaciones Científicas (CSIC) en el Instituto de Física Corpuscular. Doctor en Matemáticas, 1997, por la Universitat Politècnica de València, con tesis titulada “Algoritmos de cálculo de funciones especiales basados en el método de las fracciones continuas”, supervisada por el Prof.  Pedro Pérez Carreras. En el curso académico 2013-14 realizó el "máster universitario en fotónica y tecnologías del láser" de la Universidad de Vigo.
Inició sus colaboraciones internacionales realizando estancias de investigación en instituciones como la Universidad de Ratisbona (Alemania), el Institut für Theoretische Physik de Tübingen (Alemania), el Instituto Central de Investigaciones Nucleares en Dubna (Rusia), o el Instituto Nacional de Física Nuclear en Turín (Italia) y manteniendo una intensa actividad internacional hasta la fecha.
Tras sus investigaciones en Dubna, trabajó en el modelado matemático de distintos problemas con el Prof. Yuri L. Ratis (Universidad Estatal Aeroespacial de Samara), y su posterior investigación en óptica no lineal le condujo a fundar el Grupo de Modelización Interdisciplinar, InterTech como crisol para la generación de nuevas ideas de carácter traslacional. Su actividad comprende desde la biología sintética hasta la ingeniería energética, participando en la introducción en España de la tecnología de climatización geotérmica de edificios. En 2006 impulsó la participación de un primer grupo de estudiantes valencianos que compitieron en el concurso internacional iGEM International Genetically Engineered Machine, una iniciativa del Instituto de Tecnología de Massachusetts (MIT) para promocionar la mencionada biología sintética. Entre 2006 y 2012 desempeñó el papel de instructor de los equipos Valencia-iGEM. Esta trayectoria continuó y culminó en 2018, cuando el equipo de la Universitat Politècnica de València se proclamó ganador absoluto del concurso, en el que compitieron 343 instituciones de todo el mundo.
Es socio fundador de la empresa Energesis que surgió en 2004 en el seno de la Universitat Politècnica de València y de la empresa Illumnia, participada por la Universidad de Vigo. Su experiencia universidad-empresa le llevó a formar parte de la primera Junta Directiva de la Red Española de Matemática-Industria, math-in desde su fundación en 2011. Desde 2022 trabaja con un equipo internacional en un proyecto para impulsar la construcción de un sincrotrón en la zona del Gran Caribe.
Es presidente de la asociación InterTech-Cooperación, una iniciativa surgida entre profesionales universitarios para promover el intercambio académico con instituciones de países desfavorecidos. 
Es presidente de la asociación Open Future Lab, un laboratorio sobre futurización para cocrear cambios estratégicos sostenibles en las organizaciones utilizando análisis automatizados de datos y tendencias, modelado matemático e inteligencia artificial.
Imparte clases de matemática aplicada en la Escuela Técnica Superior de Ingeniería Industrial de Valencia. Además, en el curso 2001-02 empezó a dictar un programa pionero de “Física Cuántica para Ingeniería” que ha evolucionado hacia la enseñanza de modernas tecnologías cuánticas implantadas en el mercado, como la criptografía cuántica, información y comunicación cuántica o computación cuántica y que impulsa junto al Prof. Miguel A. García-March.

## Distinciones
- Académico correspondiente de la Academia de Ingeniería de México, 2024.
- Académico correspondiente de la Academia de Ciencias de Cuba, 2023.
- Académico correspondiente de la Academia Nacional de Ciencias, Artes y Letras de Benín, 2015.
- Académico correspondiente de la Academia Colombiana de Ciencias Exactas, Físicas y Naturales, 2011.
- Doctor honoris causa en la Universidad Santander (México), 2018.
- Doctor honoris causa en la Universidad de Pinar del Río (Cuba), 2012.
- Profesor visitante ad honorem de la Universidad del Magdalena (Colombia), 2017.
- Premio extraordinario de doctorado de la Universitat de València (1992-93).